# Ralph Saenz
Ralph Michael Saenz, uměleckým jménem Michael Starr, (* 17. května 1965 Chicago) je americký zpěvák a hudebník, frontman comedy metalové skupiny Steel Panther.

## Kariéra
Působil jako zpěvák ve skupině David Lee Roth, kde byl přezdíván David Lee Raplh. Krátce byl také zpěvákem ve skupině L.A. Guns s kterou dokonce nahrál jedno album nazvané Wasted. Dále také zpíval ve skupinách 7% Solution, First Cause, Longgone a Nightfall. Později začal při koncertování používat své druhé jméno Michael.
V roce 2001 se krátce objevil ve filmu Rock Star, kde v kabince rozmlouval s charaktery, které zde ztvárňovali Mark Wahlberg a Jennifer Aniston. Dále dělal druhé hlasy pro skupinu AFI v jejich albech zvaných Sing the Sorrow a Decemberunderground.

## Osobní život
Vyrůstal ve Van Nuys v kalifornii, kde jeho otec pracoval jako vysokoškolský profesor. V 1991 dosáhl titulu Ph.D. z anglické literatury na Kalifornské univerzitě v Berkeley. Krátce pracoval i jako asistent vysokoškolského profesora, který učil literaturu a místní kulturu. Je ženatý s Jocelyn Starr a společně žijí v Los Angeles. V jednom rozhovoru prohlásil, že jeho předci jsou ze Švédska a Španělska.